# 霊南坂教会

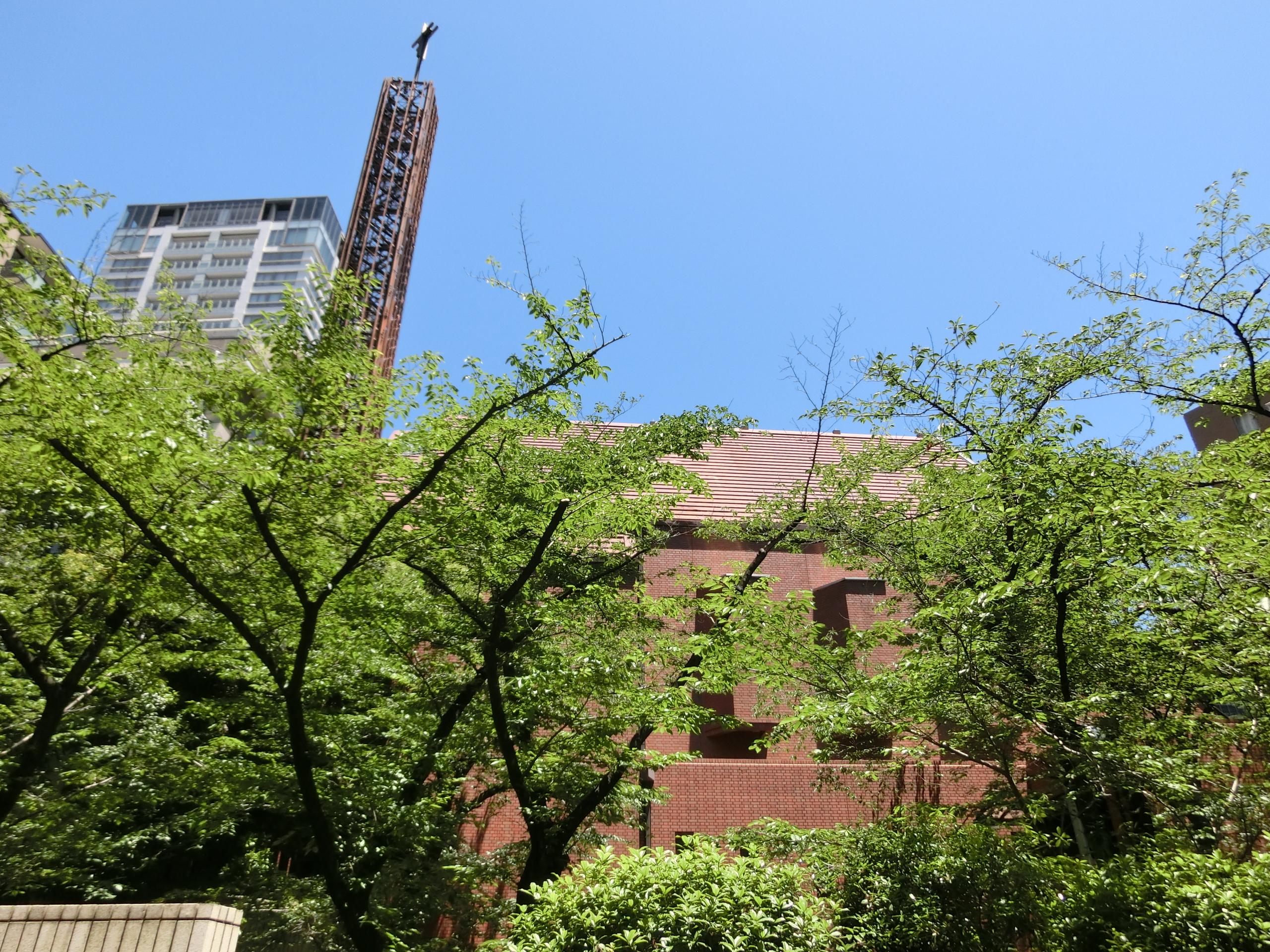
霊南坂教会

霊南坂教会（れいなんざかきょうかい）は東京都港区に位置する教会。日本基督教団に合同している。創立時は「東京第一基督教会」の名で、元・日本組合基督教会の中心的な教会であった。

## 沿革

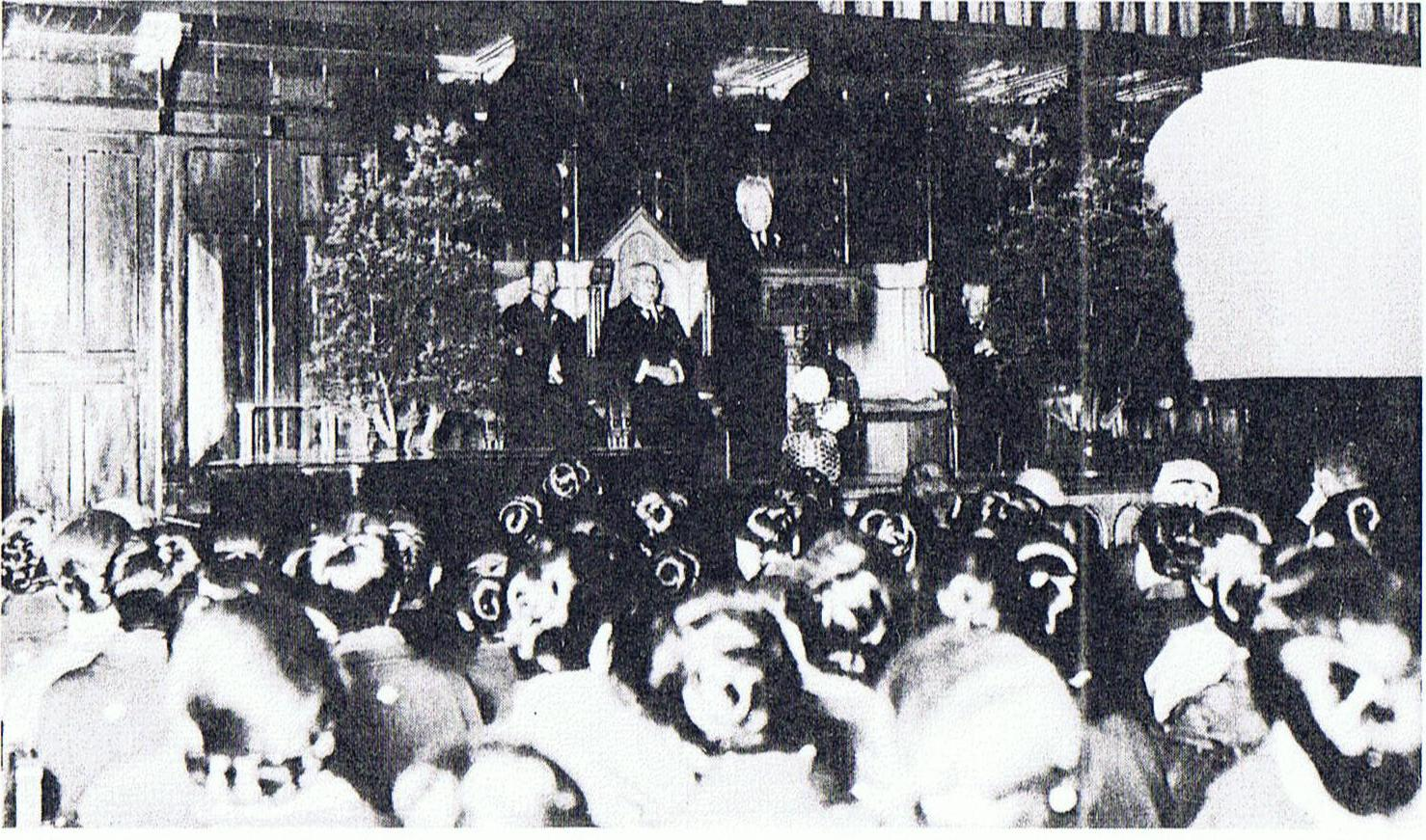
創立50周年記念祝会（1929年12月12日）に出席した徳富蘇峰

1879年（明治12年）、熊本バンドの小崎弘道を迎え、岡田松生らの11人の組合教会系の関西のクリスチャン青年（群羊社）によって、津田仙の学農社分教場で新肴町教会が創立される。
粟津高明が創立した日本教会が、高津の死後2年目の1882年（明治15年）、小崎弘道牧師の新肴町教会と合併して東京第一基督教会となる。
1883年（明治16年）、赤坂区霊南坂に東京第一基督教会の教会堂を建立。
1885年（明治18年）、ヨーロッパから帰国した三好退蔵を中心として、和田垣謙蔵、国府寺新作、岡部長職、本田康之など海外で洗礼を受けた人々は三好宅で集まって聖書研究会を開いていたが、東京第一基督教会が近くにあったので合流し、教会を新しく組織した。
1891年（明治24年）、赤坂霊南坂教会を霊南坂教会に改称。
松野菊太郎が牧師として小崎を助けた。
1917年（大正6年）、辰野金吾の設計によって旧会堂が建設された。
1920年（大正9年）、大中寅二がオルガニストに就任して1979年（昭和54年）まで59年間務めた。
1934年（昭和9年）8月7日、ドイツ大統領パウル・フォン・ヒンデンブルクの弔祭式、昭和天皇の名代として秩父宮雍仁親王が御成。
1980年（昭和55年）11月19日、山口百恵と三浦友和が結婚式を挙げた。
1985年（昭和60年）、アークヒルズ開発に伴い移転、現在の新会堂が建設された。

## 歴代主任牧師
- 初代:小崎弘道（1879年-1883年）
- 第2代:長田時行（1883年-1886年、仮牧師）
- 第3代:小崎弘道（1886年-1887年）
- 第4代:古荘三郎（1888年-1889年）
- 第5代:綱島佳吉（1890年-1893年）
- 第6代:増野悦興（1893年-1894年）
- 第7代:留岡幸助（1897年-1899年）
- 第8代:小崎弘道（1899年-1931年）
- 第9代:小崎道雄（1931年-1961年）
- 第10代:飯清（1961年-1987年）
- 現在主任牧師:後宮敬爾

## 主な会員
- 岡田松生 - 執事、会堂改築委員長（1911年）、教会維持財団理事長、通称岡田元老。
- 大山捨松
- 徳富蘇峰
- 森泰吉郎 - 大正時代に霊南坂教会で洗礼を受けたクリスチャンであった。アークヒルズ開発当時、健在だった森泰吉郎が霊南坂教会の献堂式に車椅子で最前列で参列した。
- 西尾寿造 - 旧陸軍軍人。兄の西尾幸太郎（1868年 - 1942年）は同志社神学校出身の牧師。

## 主な出身者
- 本間俊平
- 有馬四郎助
- 松山常次郎
- 横山一郎
- 留岡幸助
- 岩村清四郎

## 所在地
- 東京都港区赤坂1丁目14番3号

## 交通アクセス
- 南北線 六本木一丁目駅